# شیرین گرامی
شیرین گرامی (متولد ۱۳۵۸) نخستین زن ورزشکار ایرانی در رشته سه‌گانه است که پس از به دست آوردن مجوز حضور در مسابقات بین‌المللی اتحادیه بین‌المللی ورزش سه‌گانه، در شهریور سال ۱۳۹۲ خورشیدی در مسابقات جهانی لندن شرکت کرد. وی اگر چه در رتبه ۷۸ ام ایستاد ولی عنوان نخستین زن ایرانی شرکت‌کننده در این رشته را از آن خویش کرد.
پیش از حضور شیرین، به دلیل مشکل عدم پذیرش پوشش اسلامی در بخش شنا، زنان ورزشکار ایرانی تنها می‌توانستند در ماده دوگانه شرکت کنند ولی گرامی که با پوششی متفاوت با سایر ورزشکاران وارد میدان شد با همکاری برگزارکنندگان خود را برای مرحله شنا آماده کرد.
مسئولان اتحادیه بین‌المللی سه‌گانه در یک متری خط شروع شنا یک چادر گذاشته بودند تا گرامی در آن لباس غواصی بپوشد و در یک متر بعد از پایان خط شنا هم چنین چادری قرار دادند تا او در فضایی محفوظ لباس خود را عوض کند.

## زندگی شخصی
گرامی در ایران زاده شد و ۱۱ سال از عمر خویش را در انگلستان زندگی کرده و مدتی را نیز در ایالات متحده آمریکا و خاورمیانه گذرانده‌است. او تحصیلات پیشرفته را در کالج لنسینگ به پایان رسانده و از دانشکده سیاست، فلسفه و اقتصاد در دانشگاه دورام فارغ‌التحصیل شده‌است.

## عناوین
شیرین گرامی در سال ۲۰۱۶ به عنوان یکی از ۱۰۰ زن بی‌بی‌سی برگزیده شد.

## رقابت‌ها
- رقابت‌های قهرمانی سه‌گانه، لندن، انگلستان، ۱۵ سپتامبر ۲۰۱۳[۱]
- مسابقات جهانی مرد آهنی، کونا، هاوایی، ایالات متحده آمریکا، ۹ اکتبر ۲۰۱۶[۶]